# Leipziger Stadttore

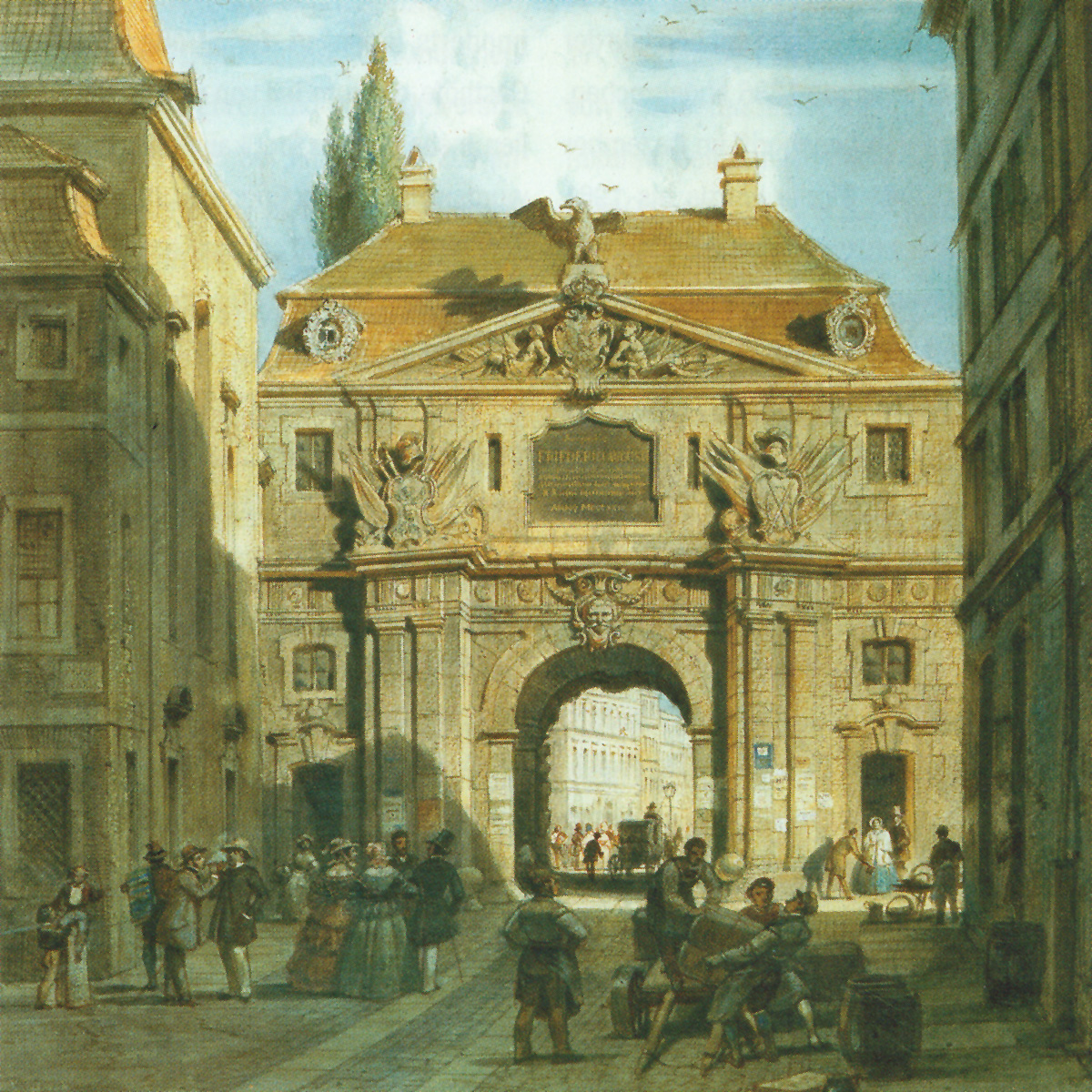
Das Peterstor 1859 von Matthäus Daniel Pöppelmann – kurz vor dem Abriss

Die Leipziger Stadttore waren vom Mittelalter bis ins 19. Jahrhundert bestehende bauliche Einrichtungen zur Regelung und Kontrolle des Personen- und Güterverkehrs in die und aus der Stadt Leipzig, die anfangs auch Verteidigungsfunktionen hatten. Zu den vier Haupttoren und den fünf bekannten Pforten durch die Stadtmauer kamen später noch etliche sogenannte äußere Tore, die als Nebentore die Zufahrtsstraßen der Stadt kontrollierten. Von allen Toren ist an ihren Standplätzen nichts mehr erhalten.

## Geschichte
Die Stadt war seit dem Mittelalter von zwei unterschiedlich hohen Mauern umgeben, wobei die höhere innen war. Zwischen den Mauern lag der rings um die Stadt begehbare Zwinger und vor der Außenmauer der wassergefüllte Stadtgraben. An vier Stellen gab es Tore mit Zugbrücken. An den Toren war die Stadtmauer zur besseren Verteidigung mit hufeisenförmigen Ausbauten versehen. Außerdem existierten einige kleine Pforten.

Brücke über den Stadtgraben am Peterstor 1784 – rechts die Moritzbastei

Nach der Belagerung Leipzigs im Schmalkaldischen Krieg wurde die Stadtbefestigung Mitte des 16. Jahrhunderts insbesondere durch vorgelagerte Bastionen – hier Basteien genannt – erweitert. Ein hauptsächlich unterirdisch erhaltener Rest einer solchen Anlage existiert bis heute in Gestalt der Moritzbastei in der Südostecke der Altstadt am Innenstadtring, der größtenteils den äußeren Verlauf der ehemaligen Stadtmauer markiert. Die Verstärkung der Stadtbefestigung erforderte auch die Umgestaltung der Tore. Diese wurden zum Teil neu errichtet und enthielten nun auch Turmbauten. Nach dem Dreißigjährigen Kriege kam es zu weiteren Ergänzungen der Stadtbefestigung und zu Erneuerungen der Tore. Nachdem 1763 Kurfürst Friedrich August II. aus den Erfahrungen des Siebenjährigen Krieges wegen des Verlusts ihrer militärstrategischen Bedeutung den Abbruch der Stadtbefestigung verfügt hatte, begann man in den 1770er-Jahren mit deren Beseitigung. Die Stadttore blieben aber zunächst erhalten. Wegen der Ausbreitung der Stadt wurden sie durch äußere Stadttore an den wichtigsten Zufahrtsstraßen in die Stadt ergänzt. Diese Nebentore verloren in den Gründerjahren schließlich auch ihre Bedeutung. Die historischen Haupttore wurden Anfang des 19. Jahrhunderts zum Verkehrshindernis und zwischen 1822 und 1831 bis auf das Peterstor abgetragen, das aber 1860 folgte. Manche Nebentore blieben noch eine Zeitlang erhalten, sofern sie kein Hindernis für den Verkehr darstellten und der Umgestaltung der Vorstädte ab Mitte des 19. Jahrhunderts nicht im Wege standen. So wurden das Hintertor an der Schützenstraße 1843 und das Zeitzer Tor erst 1856 abgerissen.

## Tor-Reglement
Das Tor-Reglement hatte sich im Verlaufe von Jahrhunderten ausgebildet und ist ein Spiegelbild der Bedeutung der vier Haupttore an der Via Regia und der Via Imperii für Leipzig als Handels- und Messestadt.

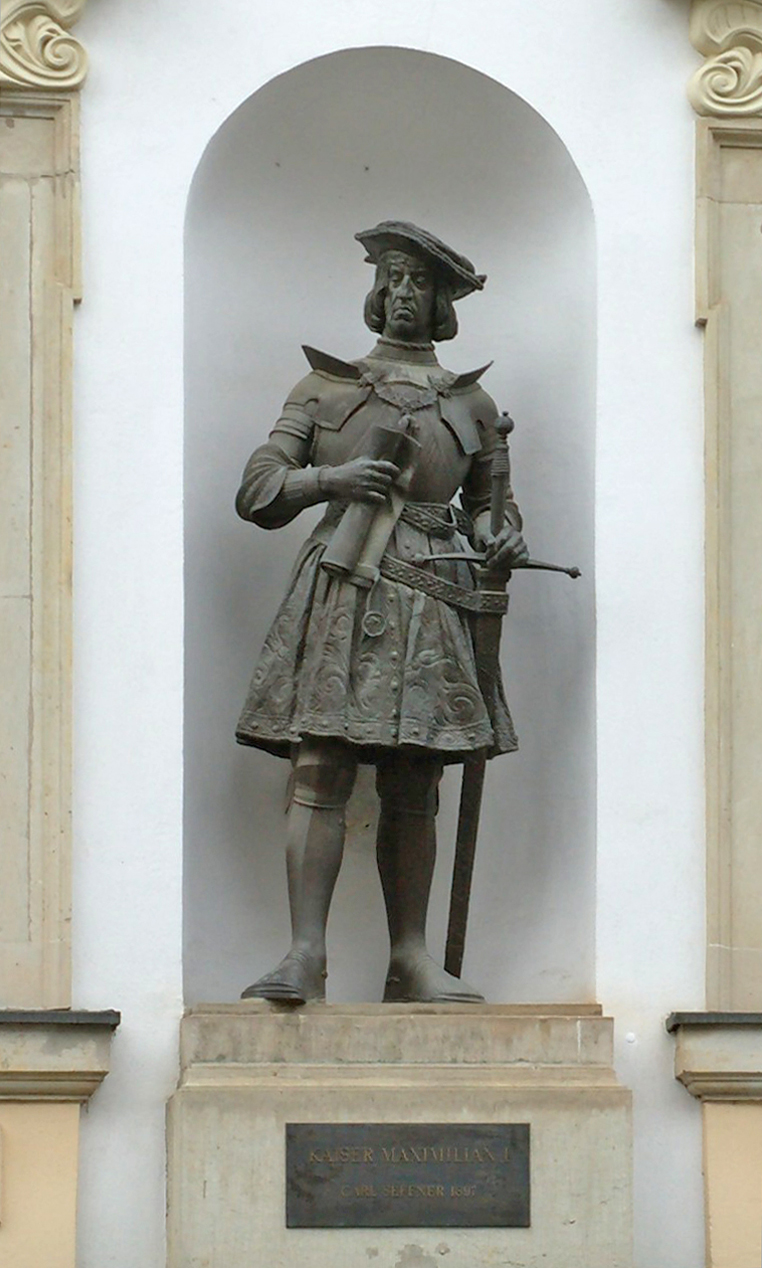
Bronzestatue Maximilian I. von Carl Seffner am Städtischen Kaufhaus (2012)

Zunächst galt im Mittelalter mit dem Passieren der Tore in die eine oder andere Richtung verschiedenes Recht. Das Stadtrecht endete im Prinzip für Personen, Verkehr, Handwerk und Handel an den Stadttoren. Außerhalb der Stadttore und auf den Straßen und Wegen galt das Landrecht des Landesherrn oder des jeweiligen Grundherrn. Aufgrund seiner günstigen Lage am Schnittpunkt zweier mitteleuropäischen Altstraßen war Leipzig mit besonderen Privilegien bedacht. Von diesen Privilegien und dem bis fast in die Neuzeit herrschenden Straßenzwang hatte die Stadt enorme Vorteile. Für den Warenumschlag ausschlaggebend waren insbesondere das Stapelrecht der Stadt und das kaiserliche Messeprivileg von Maximilian I. aus dem Jahr 1497, 1507 erneuert und erweitert, welches im Umkreis von 15 deutschen Meilen (ca. 115 km) die Konkurrenz anderer Städte – vor allem von Erfurt und Halle (Saale) – in Schach hielt. Der Handel und Personenverkehr war somit auf Leipzig gelenkt.

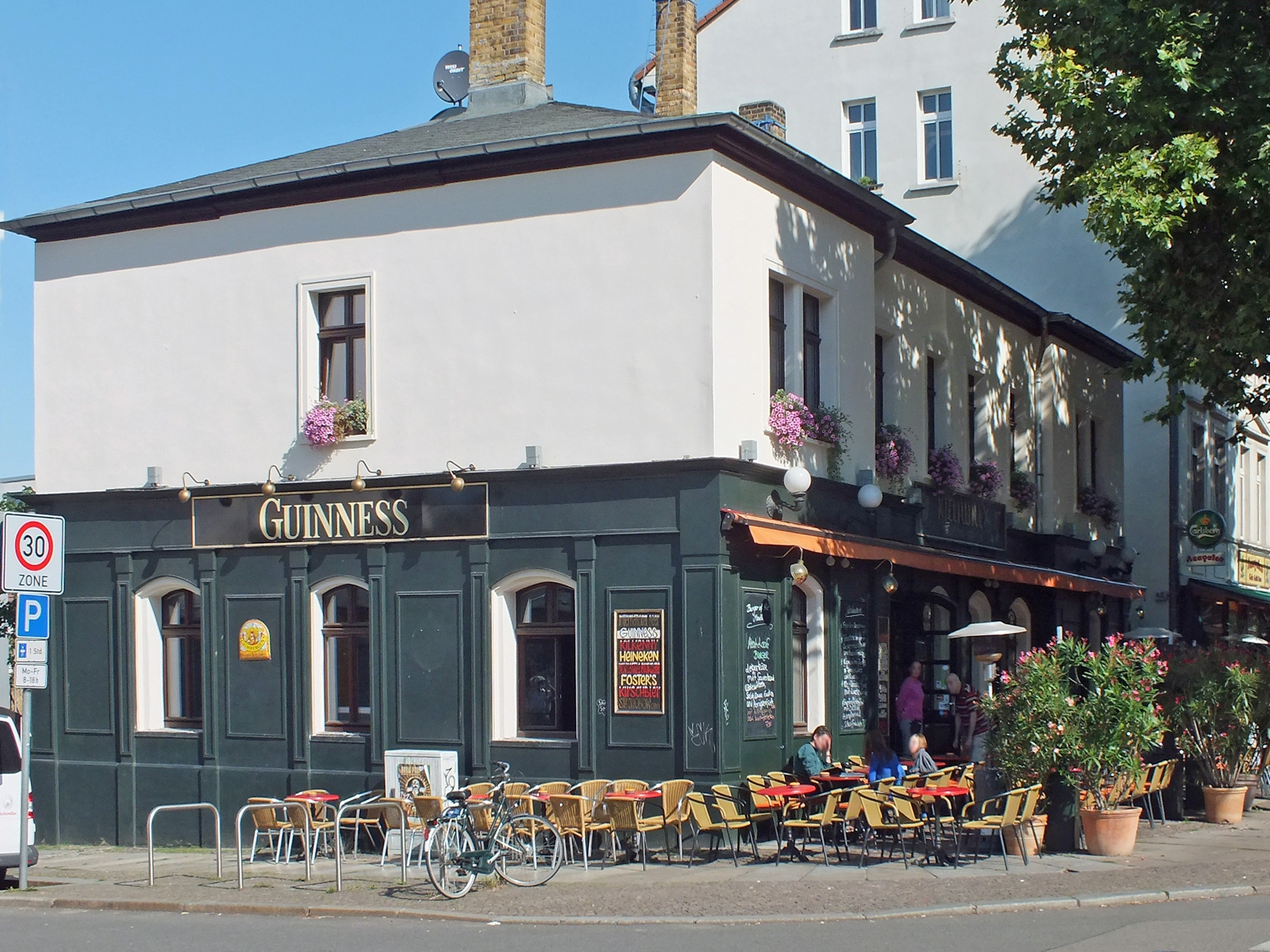
Das ehemalige Torwächterhaus am Zeitzer Tor im heutigen Zustand, Karl-Liebknecht-Straße Nr. 44 (2013)

An den Stadttoren als Ausgangs- und Endpunkte der Handelsstraßen und Landwege wurden die Warentransporte in die Stadt und aus der Stadt kontrolliert und hier eigentlich nur registriert, wofür städtische Torschreiber und Messassistenten zuständig waren. Diese stellten Zettel aus, was ein Fuhrwerk, Karren oder Lasttier geladen hatte. Die fälligen Zölle wurden erst am Markt erhoben, nachdem die Waren in der Alten Waage gewogen und die Abgabe oder Akzise berechnet war. Außerdem gab es für das Feilbieten der Ware am Markt das sogenannte „Budengeld“, das die Markthändler zu entrichten hatten. Bei der Ausreise wurde anhand der ausgestellten Quittungen der Marktaufseher oder der Stadtkasse durch die Torwächter wiederum kontrolliert, ob ein Händler alle Zölle und Abgaben ordnungsgemäß abgeführt hatte. Solche Tor-Quittungen sind heute wichtige historische Quellen, um die Warenströme und den Personenverkehr in die und aus der Stadt über Jahrhunderte rekonstruieren zu können.

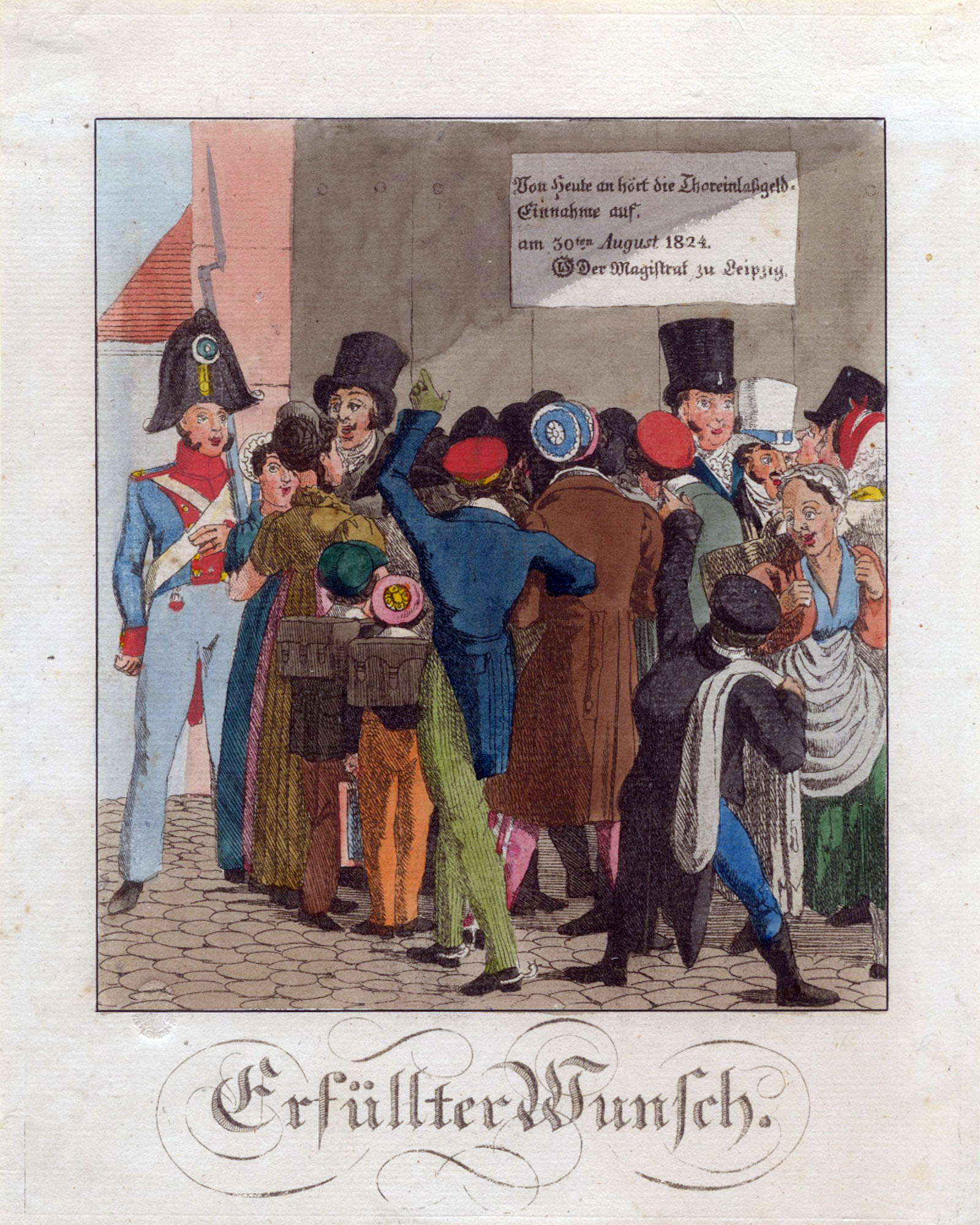
Federzeichnung von 1824 zur Aufhebung des Torgroschens – links in Uniform ein Torwächter, in der Bildmitte Studenten mit typischer Studentenmütze

An den Toren wurden aber auch Personen kontrolliert. So wurden die Namen der ankommenden Reisenden bei der Abfertigung an den Toren täglich in einem Verzeichnis, dem „Torzettel“, veröffentlicht. An allen Stadttoren wurde außerdem eine Gebühr fällig, die sich „Torgroschen“ nannte und eine Art Eintrittsgeld in die Stadt darstellte. Das war eine alte Einrichtung ähnlich dem Brückenzoll. Von den Einnahmen sollte sich ursprünglich der Unterhalt der Tore und der Stadtbefestigung finanzieren. Davon wurden ferner die Torschreiber, die Torwächter und die sogenannten „Schlagzieher“ an den äußeren Toren für das Betätigen der Schlagbäume oder Öffnen der Tore entlohnt. Vergleichbar ist diese Abgabe auch mit Wegezöllen, deren Erhebung mit dem Unterhalt der später zu Chausseen ausgebauten Altstraßen begründet wurde.
Die Freizügigkeit im Personen- und Warenverkehr war bis 1824 buchstäblich nicht schrankenlos und stieß letztlich an den vier inneren Stadttoren auf erhebliche Hürden. Obwohl die Stadtmauer Ende des 18. Jahrhunderts fast gänzlich beseitigt war, bestand an vielen Stellen noch immer der davor gelegene Stadtgraben. Über diesen führten Brücken zu den Haupttoren, die damit auch in dieser Situation den Zugang zur Altstadt kontrollierten. Aus Sicherheitsgründen wurden die Stadttore nachts geschlossen. Das geschah im Sommer nach 21 Uhr und im Winter um 16.30 Uhr. Wer während der Schließzeit die Stadt betreten oder verlassen wollte, musste ab dem 17. Jahrhundert den besagten Torgroschen entrichten. Diese allgemein verhasste Abgabe wurde 1824 im Zuge des Wegfalls der Binnenzölle überall im Königreich Sachsen abgeschafft. Anlässlich dessen kam es in der Bevölkerung und besonders unter den Leipziger Studenten zu spontanen Freudenfesten. Als Nachtschwärmer in die Lokale der Vorstädte und Dörfer im Umland (v. a. Eutritzsch, Gohlis, Reudnitz) hatten sie den Torgroschen immer abgelehnt. Die Aufhebung des Torgroschens, die Schleifung der Stadttore und nicht zuletzt die allmähliche Verfüllung des Stadtgrabens markierten den Beginn des Zusammenwachsens der Leipziger Altstadt mit ihren Vorstädten.

## Die Tore

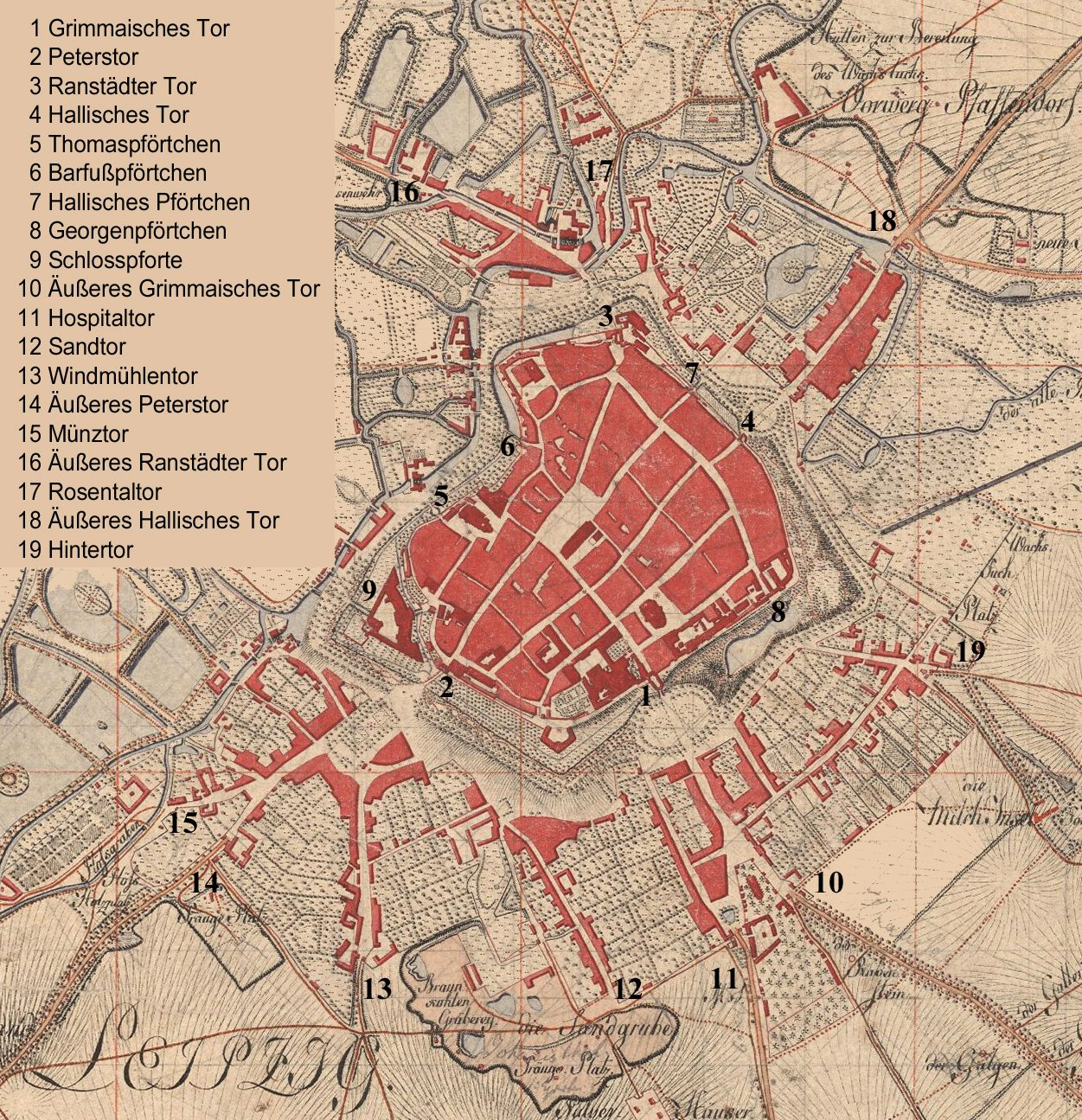
Die Lage der Leipziger Stadttore auf einer Karte von 1800

### Innere Tore
Als innere Tore werden jene bezeichnet, die im Zuge der Stadtmauer lagen und die historischen Zugänge zur alten Stadt bildeten. Da sich in Leipzig die alten Handelsstraßen Via Regia und Via Imperii kreuzten, waren diesen vier Haupttore zugeordnet, die auch etwa mit den Himmelsrichtungen übereinstimmten. Von diesen Toren aus begannen mit Pflaster befestigte Straßen, sogenannte Steinwege, die ihren Namen nach dem Tor hatten und welche bis auf den Hallischen auch jetzt noch als Straßennamen dienen. Nach den Toren wurden auch die vier Stadtviertel der Innenstadt und die Vorstädte vor den Toren benannt. Diese Vorstädte waren alte städtische Siedlungen außerhalb der Altstadt, die sich unmittelbar vor der Stadtmauer ausbreiteten.
- Das nach Osten gerichtete, der Via Regia als Ausfall dienende Grimmaische Tor (Nr. 1 auf dem Plan) wurde 1498 bis 1502 als Doppeltoranlage in der Stadtmauer mit einer Zugbrücke über den Wallgraben errichtet. Jenseits des Grabens begann der Grimmaische Steinweg, der stadtauswärts durch die Grimmaische Vorstadt zum äußeren Grimmaischen Tor und dem Hospitaltor führte. 1577 wurde die Stadtbefestigung am Grimmaischen Tor durch eine stärkere Verteidigungsanlage ersetzt, die sich weit in die Vorstadt erstreckte und auch einen Turm enthielt, der in Friedenszeiten als Schuldturm für säumige Zahler diente. 1687 wurde die Hauptwache der Stadt vom Ranstädter Tor hierher verlegt. Gleichzeitig trat an die Stelle des mittelalterlichen Torgebäudes ein mit dem sächsischen Kurwappen verziertes neues, und der Platz davor wurde als Flanierplatz angelegt. Aus diesem fast ländlich anmutenden „Platz vor dem Grimmaischen Thore“ entwickelte sich der heutige Augustusplatz. Nachdem 1831 das Grimmaische Tor abgerissen worden war, kaufte der Konditor Wilhelm Felsche (1798–1867) den Schuldturm und das sich an das ehemalige Tor anschließende Grundstück und errichtete dort 1835 das Café français, das spätere Café Felsche. 1838 wurde auf dem Platz, Ecke Grimmaischer Steinweg, das Neue Postgebäude von Albert Geutebrück (1801–1868) erbaut.

- Die Via Imperii führte nach Süden durch das Peterstor (Nr. 2), das nach der ihm benachbarten Peterskirche benannt war. Es wurde erstmals 1420 erwähnt. Das aus dem Mittelalter stammende, durch einen Turm führende Tor wurde 1722/23 durch einen barocken Neubau ersetzt. Der Entwurf stammte vom Oberlandbaumeister Matthäus Daniel Pöppelmann (1662–1736). Über den damals allerdings schon trockenen Stadtgraben vor dem Tor führte eine steinerne Bogenbrücke in die Petersvorstadt. Das Tor enthielt Wachstuben und Wohnungen für städtische Beamte. Es galt als einer der schönsten Barockbauten Leipzigs, wurde aber als Verkehrshindernis 1859/60 als letztes der historischen Stadttore abgerissen.

- Das Ranstädter Tor (Nr. 3) stand im Bereich des heutigen Richard-Wagner-Platzes und war der Westausgang der Via Regia. Das Tor war als Doppeltoranlage in die Ranstädter Bastei (auch Rannische Bastei) eingebunden, die 1547–1550 entstanden war. Bis 1687 befand sich am Ranstädter Tor die städtische Hauptwache – danach am Grimmaischen Tor. Der Name rührt von den zu erreichenden Orten Markranstädt und Altranstädt her. Die mittelalterliche Toranlage mit einem Turm wurde 1822 abgebrochen.

- Das nach Norden führende Hallische Tor (Nr. 4) für die Via Imperii wurde 1692 erbaut und besaß nur geringe Verteidigungsbedeutung. 1831 wurde das Tor abgerissen. Als Erinnerung blieb der Straßenname „Am Hallischen Tor“ zwischen Brühl und Beginn der Gerberstraße.

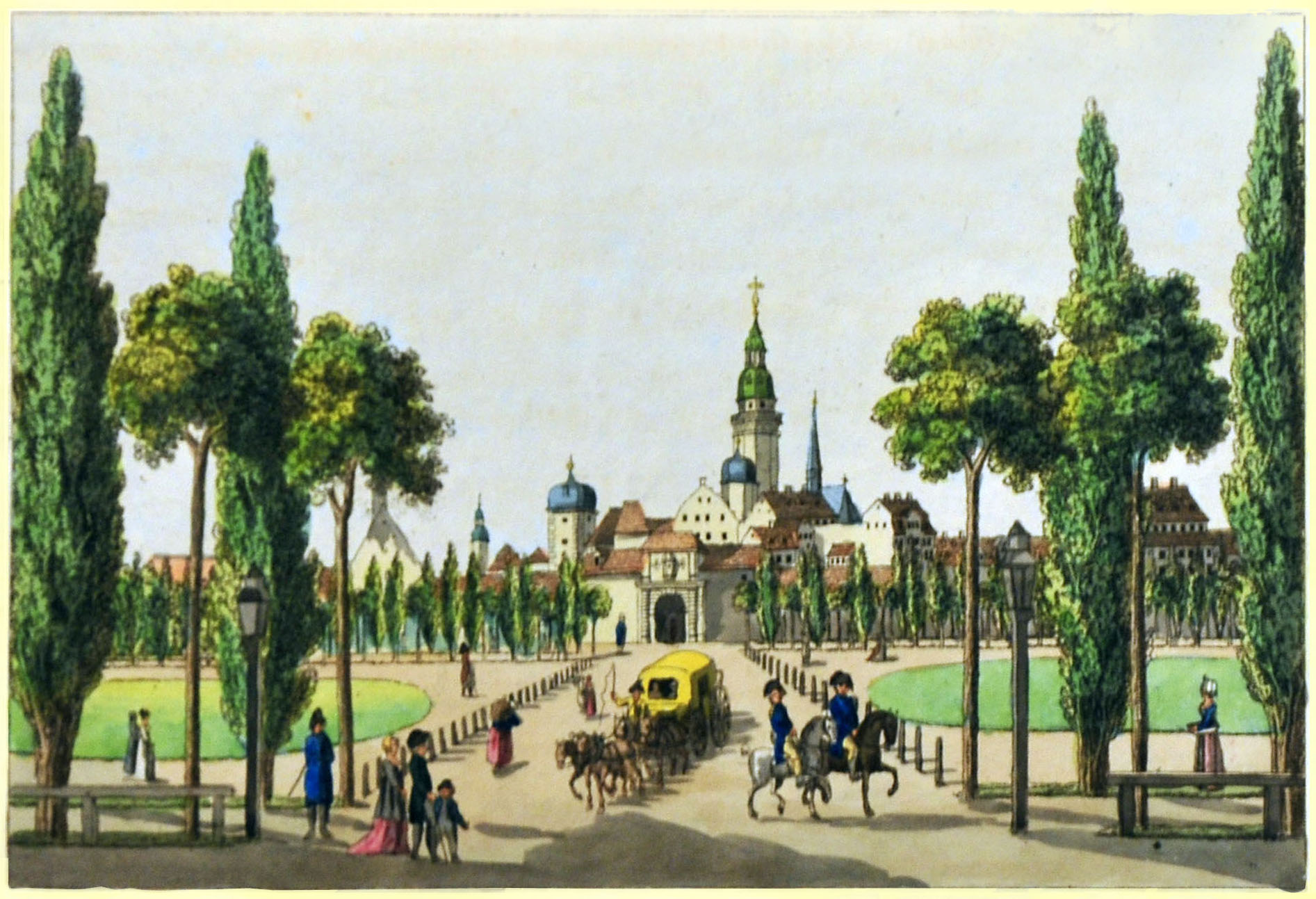
Das Grimmaische Tor 1804 mit dem „Platz vor dem Grimmaischen Thore“
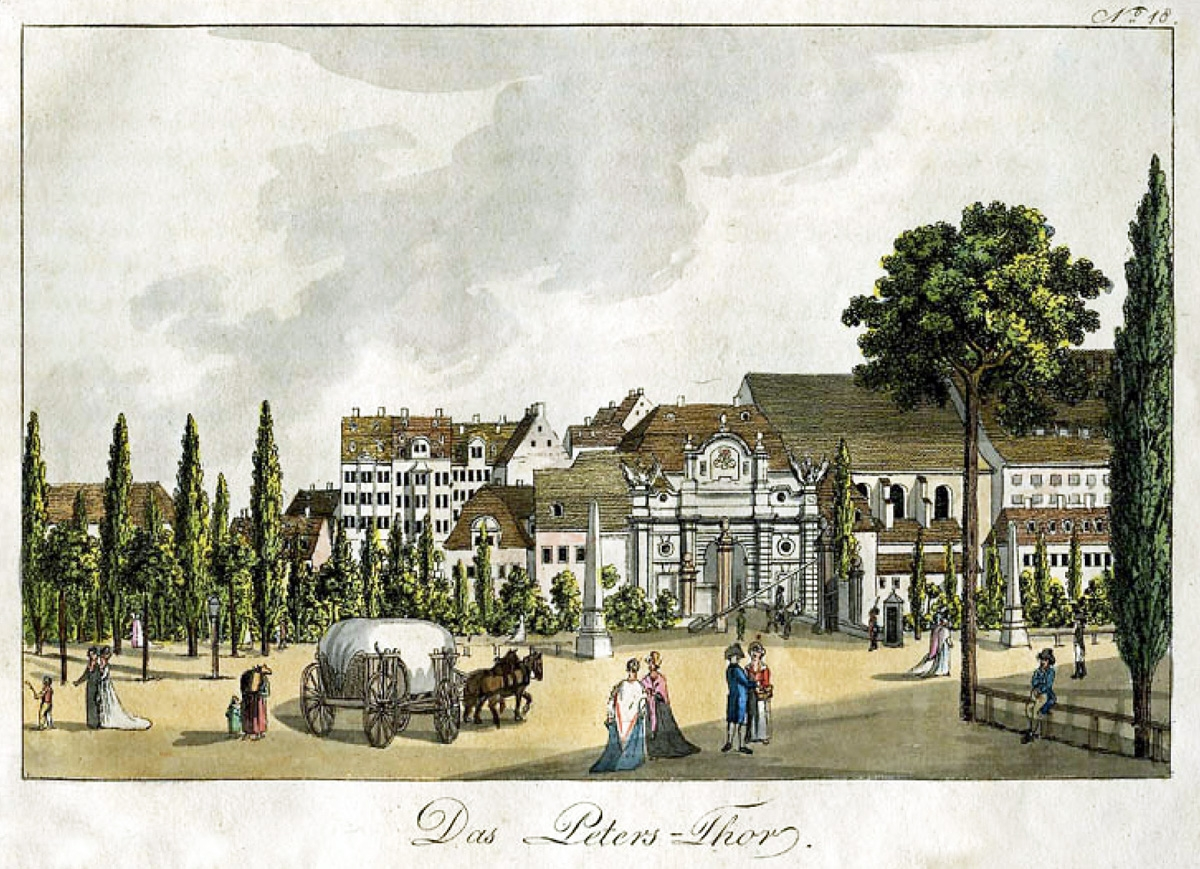
Das Peterstor 1804
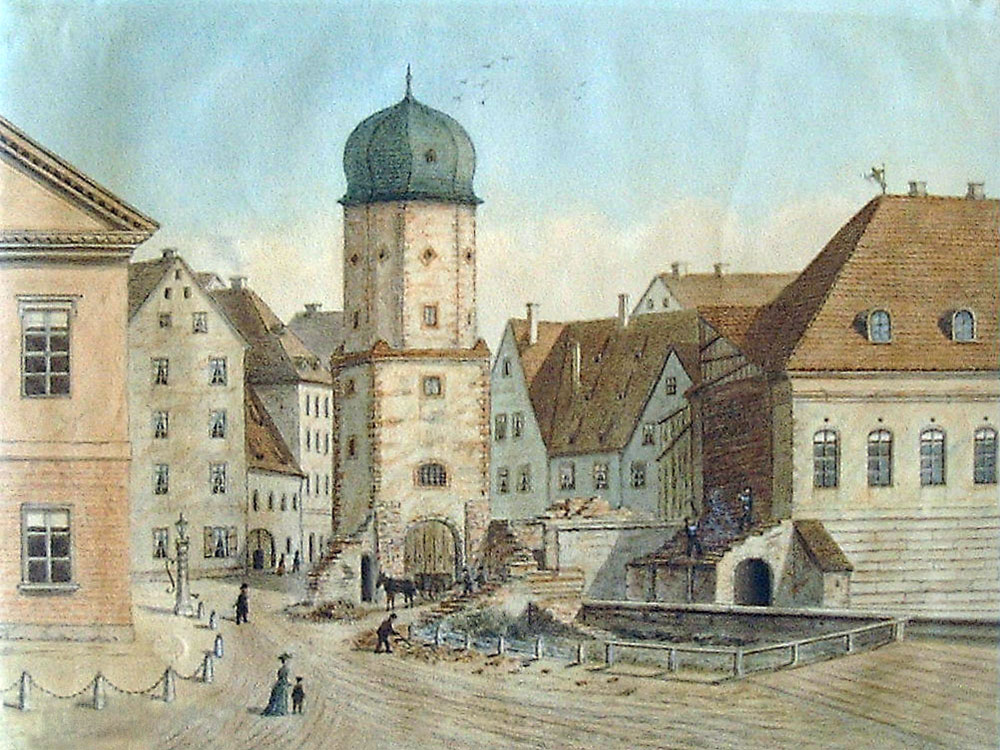
Das Ranstädter Tor während der Abbrucharbeiten 1822
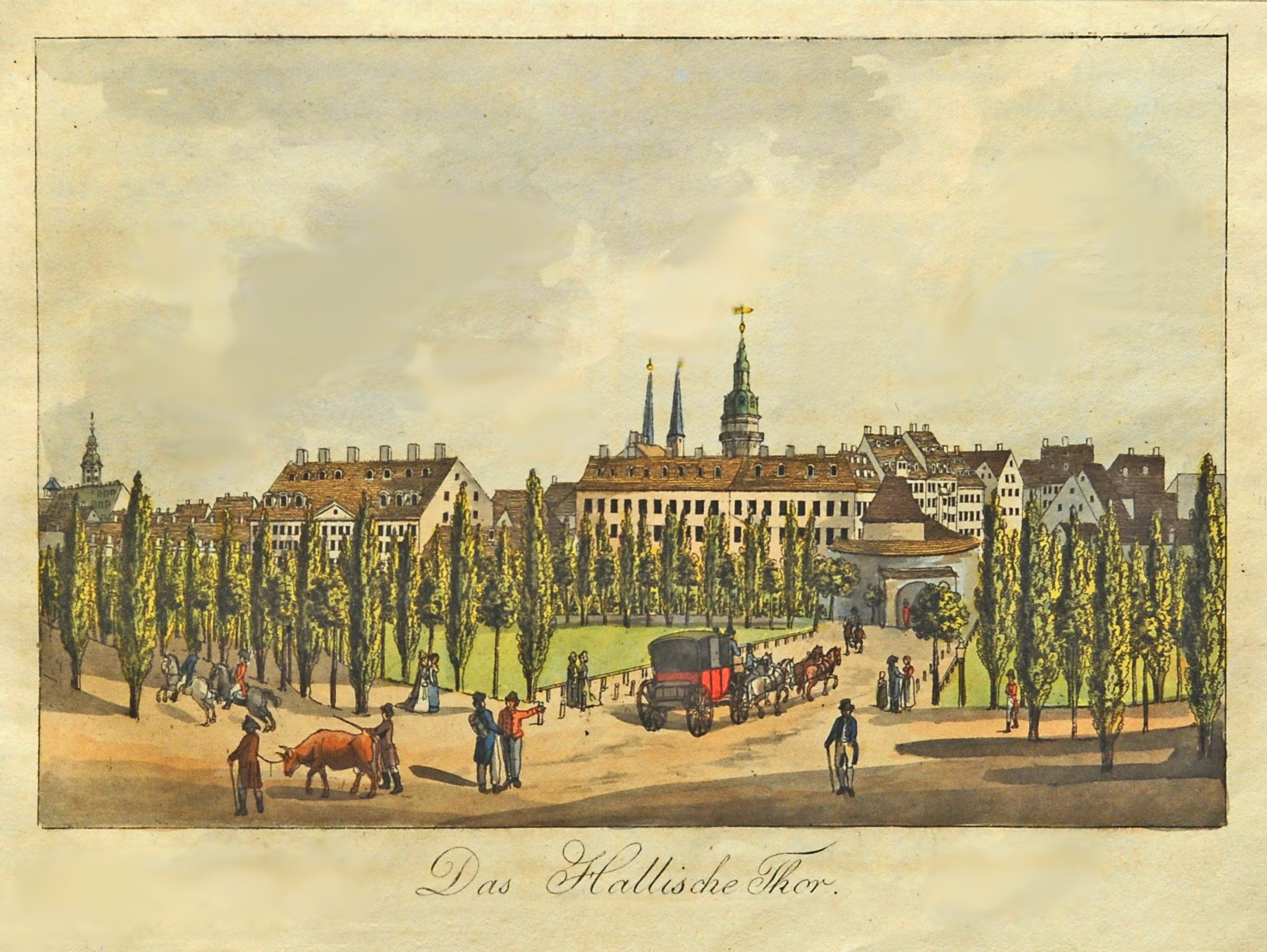
Das Hallische Tor 1804

### Pforten
Außer den Toren hatte die Stadtmauer noch einige Durchbrüche für den Personenverkehr. Sie dienten wegen der großen Abstände der Stadttore vor allem dem Erreichen der westlichen, zur Pleiße gelegenen Promenaden.
- Das Thomaspförtchen (Nr. 5) führte vom Thomaskirchhof neben der Alten Thomasschule zur gegenüber liegenden Thomasmühle.

- Das Barfußpförtchen (Nr. 6) war ein schmaler, vom Barfußgäßchen ausgehender Durchlass, der auf einen Steg über den Stadtgraben führte. (Dieser ehemalige Teil des Barfußgäßchens heißt heute Kleine Fleischergasse.) Der Name des Pförtchens geht auf das in diesem Teil der Stadt gelegene Franziskanerkloster (Barfüßer) zurück.

- Das Hallische Pförtchen (Nr. 7) war am Ende einer Gasse, die später Plauensche Straße hieß. 2012 wurde das Gebiet von dem Komplex Höfe am Brühl überbaut. Die alte Straßenflucht der Plauenschen Straße bildet heute einen Durchgang zwischen den Höfen vom Brühl zur Richard-Wagner-Straße.

- Das Georgenpförtchen (Nr. 8) am östlichen Ende des Brühl am Georgenhaus ermöglichte den leichten Zugang zu den östlichen Parkanlagen mit dem Schneckenberg, dem Schwanenteich und dem „Gotischen Tor“ (Parkschmuck in den Formen der Neogotik) in der sogenannten „Englischen Anlage“.[3]

- Die Schlosspforte (Nr. 9) war ein direkter Zugang von außerhalb der Stadt in die Pleißenburg. Dieser war möglich geworden, als die Pleißenburg nach dem Dreißigjährigen Krieg allmählich ihre militärische Bedeutung verloren hatte.

- Die im Volksmund Geisterpforte (auch Geisterpförtchen) genannte Pforte (nicht im Plan vermerkt) verband nach dem Abbruch der Stadtbefestigung den Neukirchhof mit dem Töpferplatz. Der Zugang erfolgte über ein Turmhaus genanntes turmartiges Gebäude und wegen des Höhenunterschieds war die Pforte mit einer Treppe verbunden. Aus einer amtlichen Mitteilung aus dem Jahre 1839 ist zu entnehmen, dass das Geisterpförtchen in Neues Pförtchen umbenannt wurde.[4] Das Pförtchen wurde 1869 abgerissen.[5]

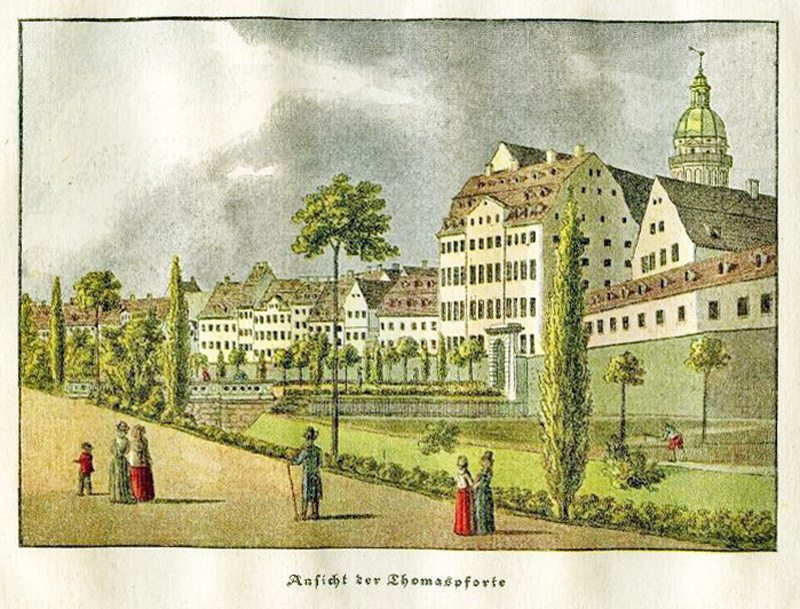
Das Thomaspförtchen, um 1800
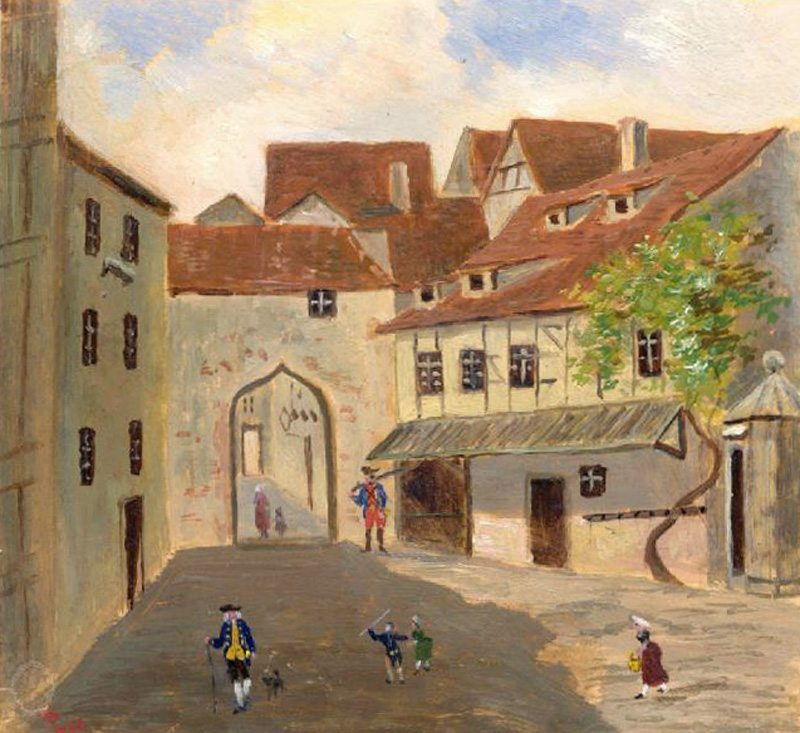
Das Barfußpförtchen, um 1750
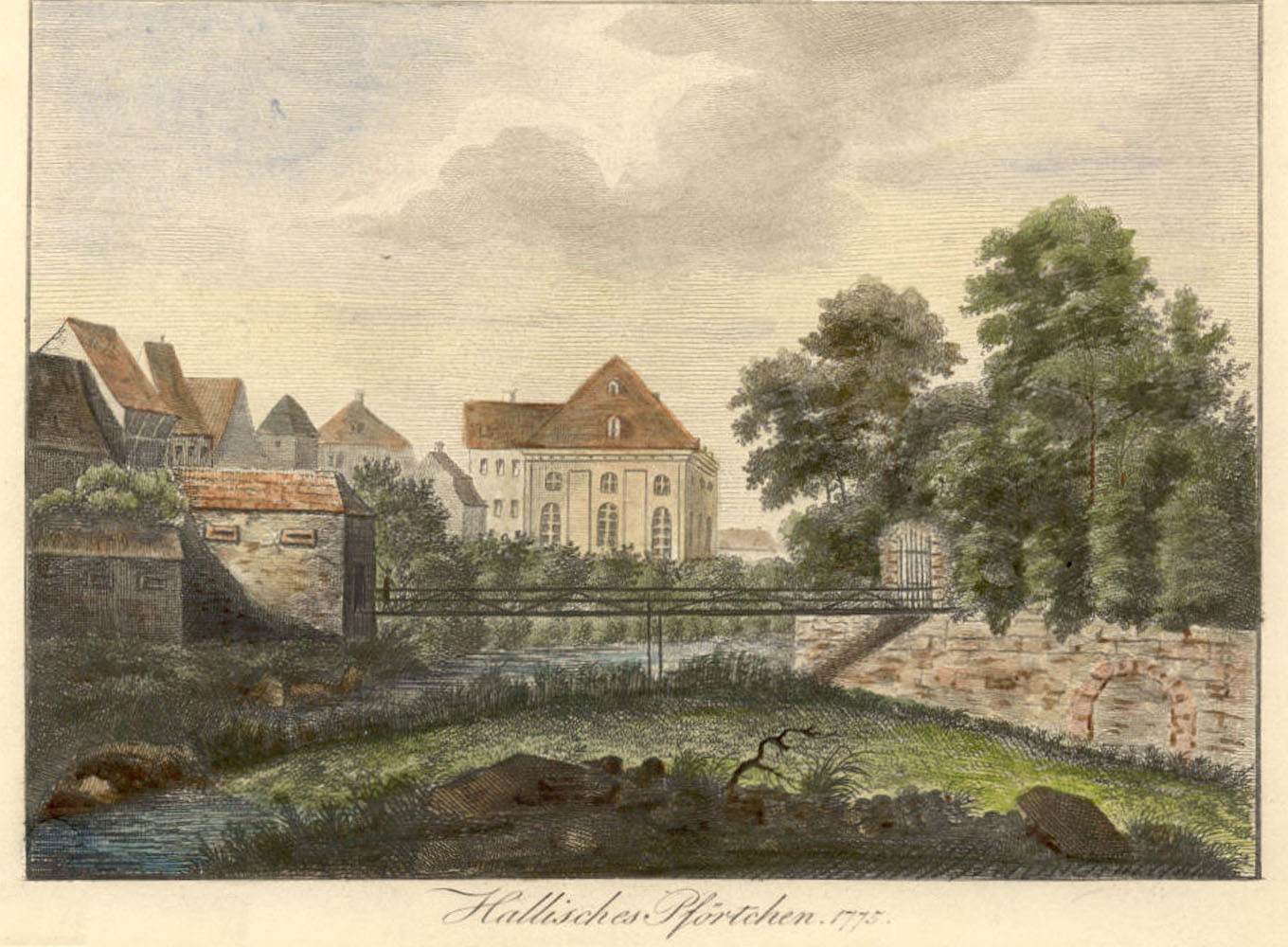
Das Hallische Pförtchen mit Brücke, im Hintergrund das Alte Theater, 1795
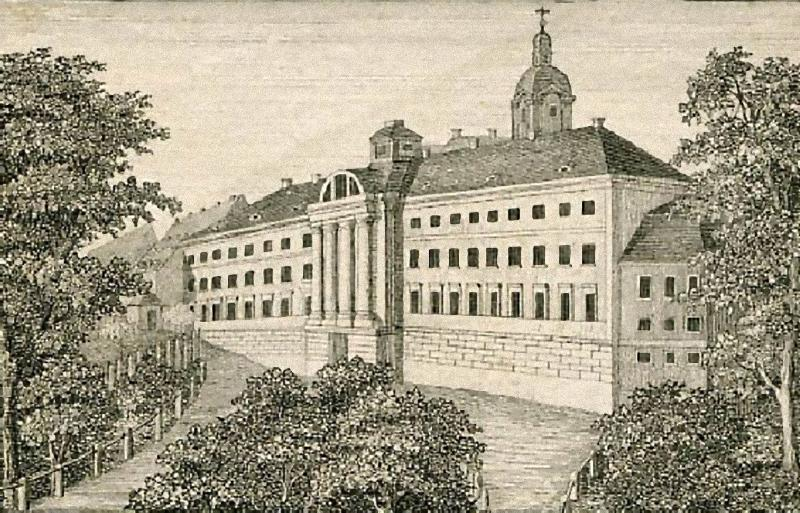
Das Georgenhaus mit dem Georgenpförtchen (links)
Der Zugang zur Schlosspforte (Bildmitte)

### Äußere Tore
Die äußeren Stadttore wurden zunächst notwendig, als sich die Stadt über ihre Mauern hinaus ausbreitete, und verloren in der zweiten Hälfte des 19. Jahrhunderts ihren Sinn, als auch diese vom Stadtwachstum überrollt wurden. Sie waren baulich nicht so aufwendig gestaltet wie die inneren Stadttore und bestanden meist nur aus Wachhäuschen und Toren mit einfachen Flügeln oder Schlagbäumen.

- Das Äußere Grimmaische Tor (auch Kohlgärtnertor; Nr. 10) befand sich an der Nordseite des Alten Johannisfriedhofs etwa an der Einmündung der heutigen Salomonstraße in die Dresdner Straße und kontrollierte die Straße nach Dresden über Wurzen und nach Eilenburg.

- Das Hospitaltor (Nr. 11) lag an der Straße nach Grimma neben dem Alten Johannishospital, da wo jetzt die Talstraße auf die Prager Straße trifft. An das Hospitaltor erinnert heute noch die Straßenbezeichnung Vor dem Hospitaltore in der Nähe des Ostplatzes.

- Das Sandtor (Nr. 12) hatte nur geringe Bedeutung. Es führte aus der damaligen Johannisvorstadt ins Johannistal, wo sich Sandgruben befanden – daher der Name. Das Sandtor befand sich am Ende der Ulrichsgasse (heute Seeburgstraße). Später wurde am Ende der Holzgasse (heute Sternwartenstraße) ein Neues Sandtor errichtet.

- Das Windmühlentor (Nr. 13) stand am Ende der Windmühlengasse, verlängert heute als Windmühlenstraße, etwa in Höhe zwischen den jetzigen Einmündungen von Härtel- und Emilienstraße. Beim Abbau des Tores holte es sich der Besitzer des Rittergutes Wachau in den dortigen Park, wo es bis heute erhalten ist. Damit ist es der einzige bauliche Überrest der einstigen Leipziger Stadttore.[6]

- Das Äußere Peterstor (mitunter auch Zeitzer Tor; Nr. 14) befand sich am Ende des Peterssteinwegs etwa in Höhe der heutigen Riemannstraße an der Fernverbindung nach Nürnberg.

- Das Münztor (auch Floßtor; Nr. 15) befand sich etwa in gleicher Höhe, jedoch in der vom Peterssteinweg abzweigenden Münzgasse. Da das Münztor zu keiner Fernverbindung führte, sondern nur auf den Floßplatz, diente es vor allem der Kontrolle der Holzeinfuhr in die Stadt.

- Das Äußere Ranstädter Tor (auch Äußeres Rannisches Tor, Frankfurter Tor oder Wassertor; Nr. 16) lag direkt hinter der Brücke des Ranstädter Steinwegs über die Elster, befand sich also zwischen der Kleinen und der Großen Funkenburg. Dem entspricht heute etwa die Einmündung der Thomasiusstraße in die Jahnallee. Die Jahnallee trug früher den Namen Frankfurter Straße und führte als Fortsetzung des Ranstädter Steinwegs via Lindenau nach Frankfurt am Main.

- Das Rosentaltor (Nr. 17) am Ende der Rosentalgasse führte zum alten Jacobshospital und nach Gohlis.

- Das Äußere Hallische Tor (auch Gerbertor; Nr. 18) befand sich am Ende des Hallischen Steinwegs, später Gerbergasse, heute Gerberstraße, hinter der Brücke über die Parthe. Es war u. a. für den Verkehr nach Halle, Delitzsch, Düben, Wittenberg und Dessau vorgesehen.

- Das Hintertor (auch Schönefelder oder Tauchaer Tor; Nr. 19) lag im Zuge der Wege nach Schönefeld, nach Taucha und nach der Milchinsel, eines wegen seiner Milchwirtschaft beliebten Gartenlokals. Das Tor stand am Ende der Hintergasse, der heutigen Schützenstraße, etwa vor dem jetzigen Abzweig der Chopinstraße.

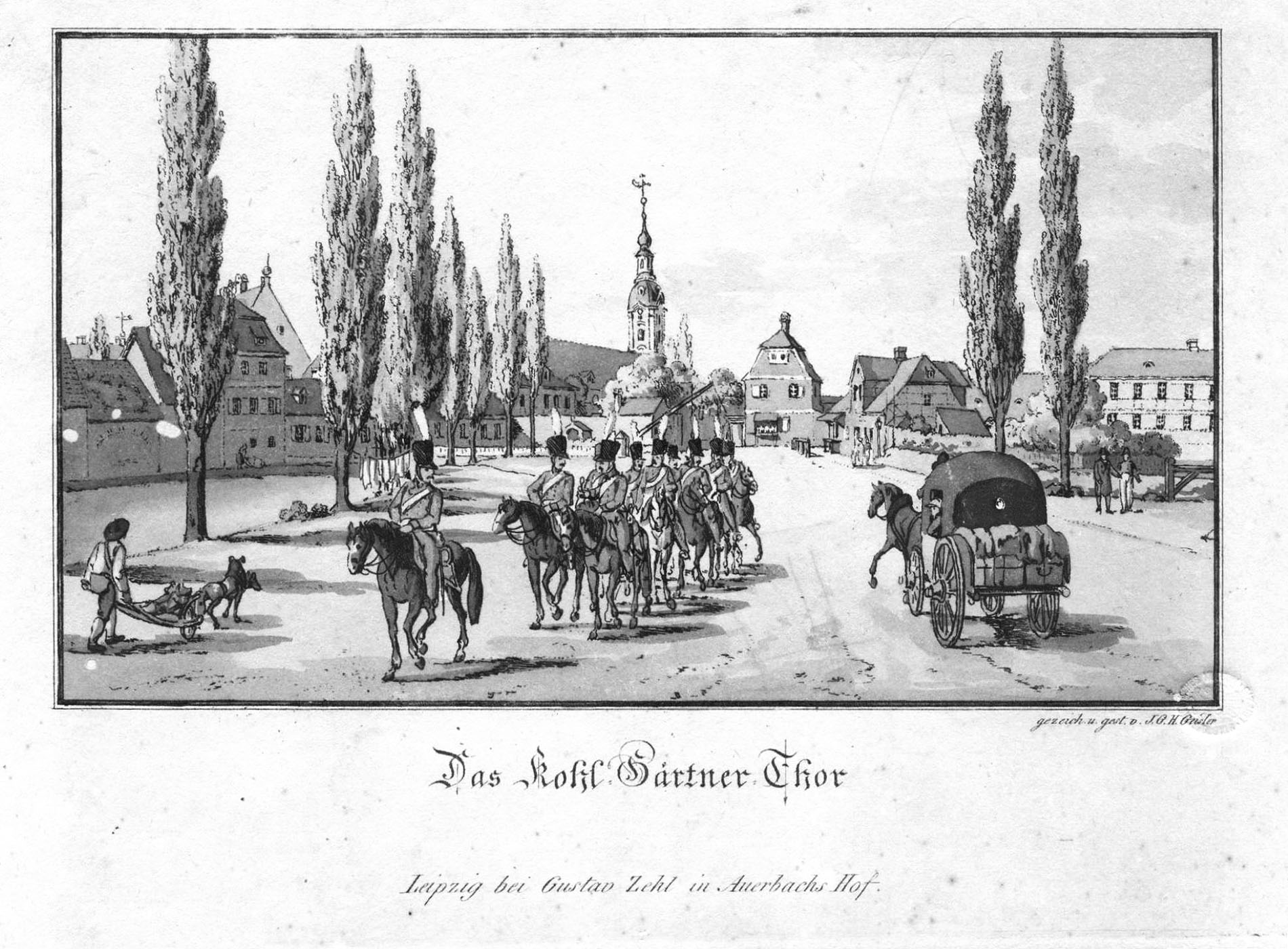
Äußeres Grimmaisches Tor
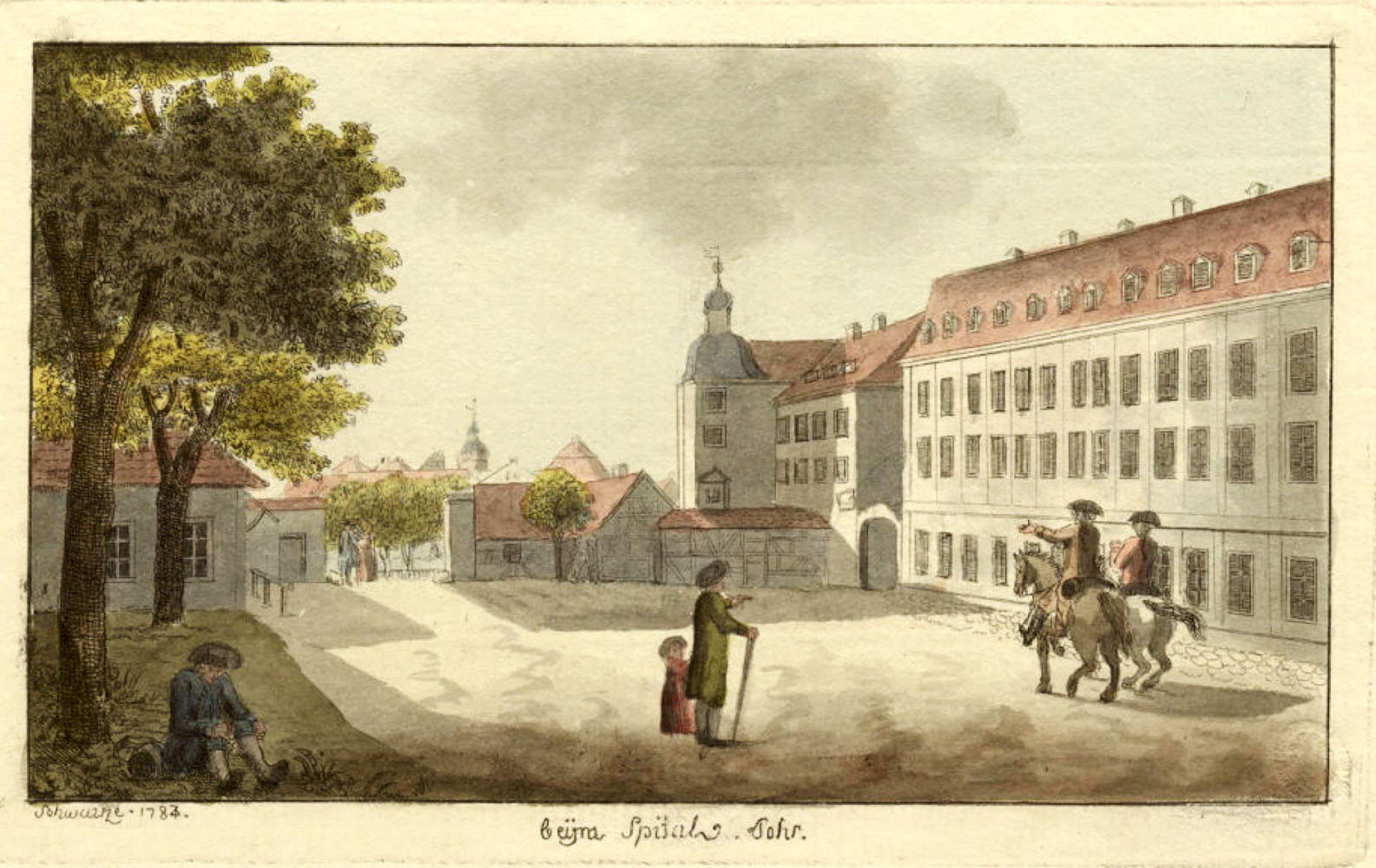
Am Hospitaltor 1787
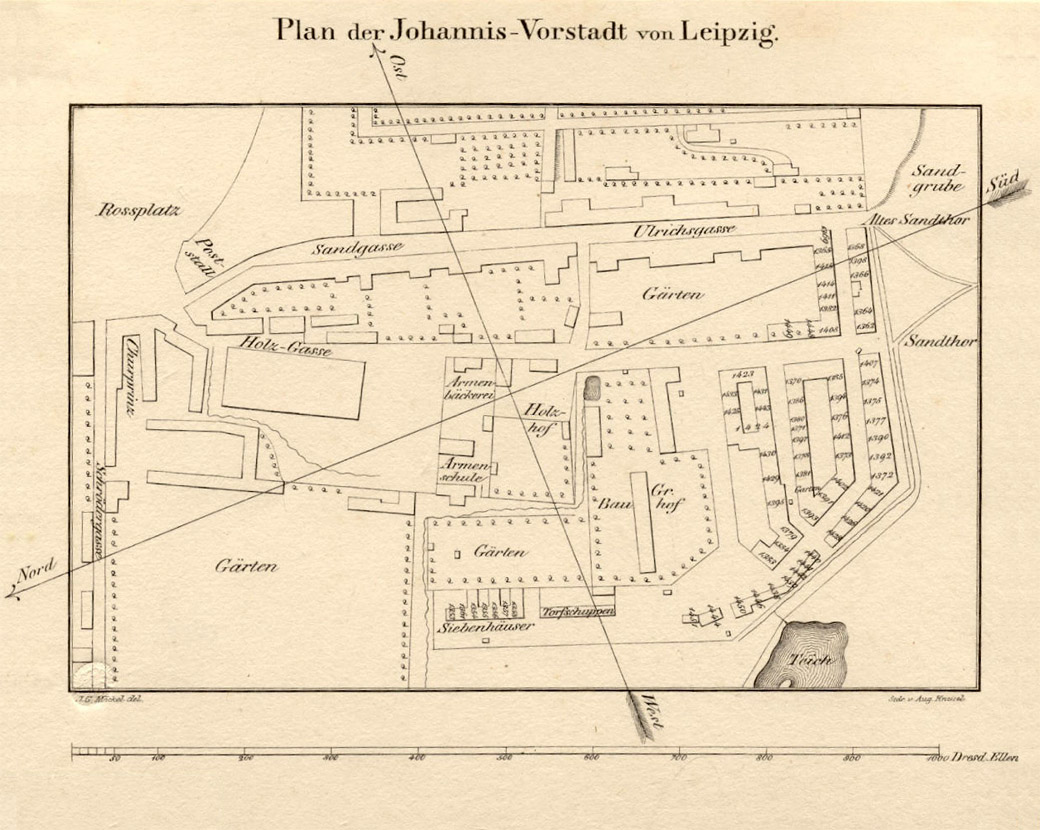
Lage des Alten und Neuen Sandtores
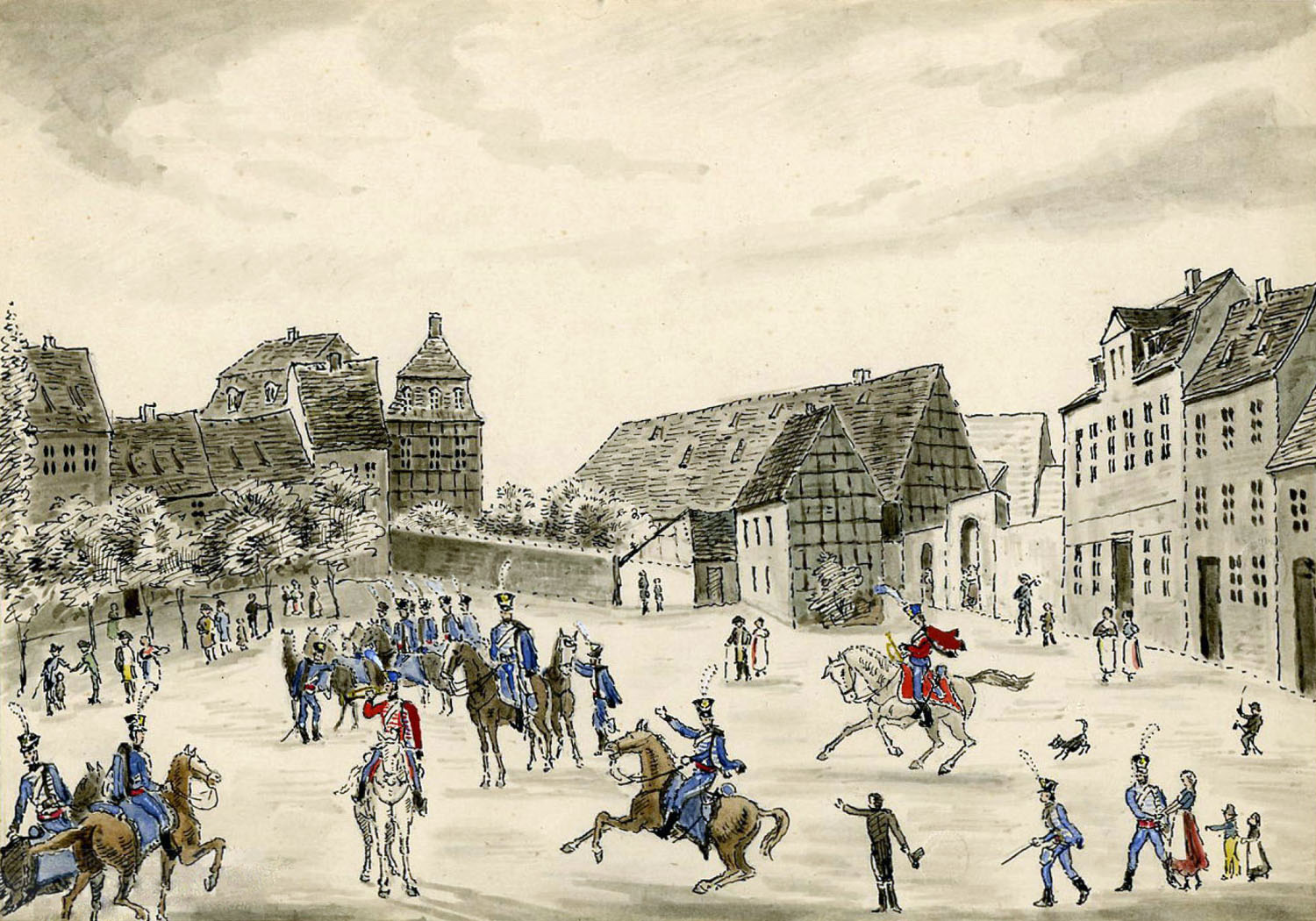
Vor dem Windmühlentor um 1812
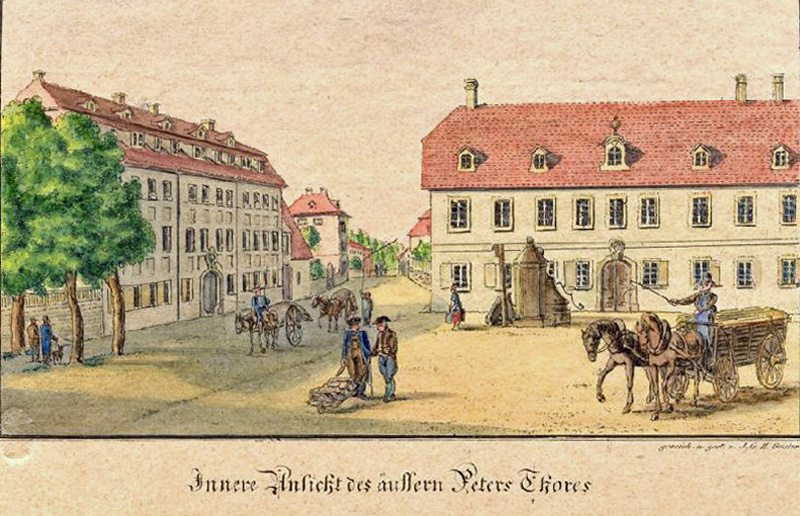
Das Äußere Peterstor von der Stadt aus
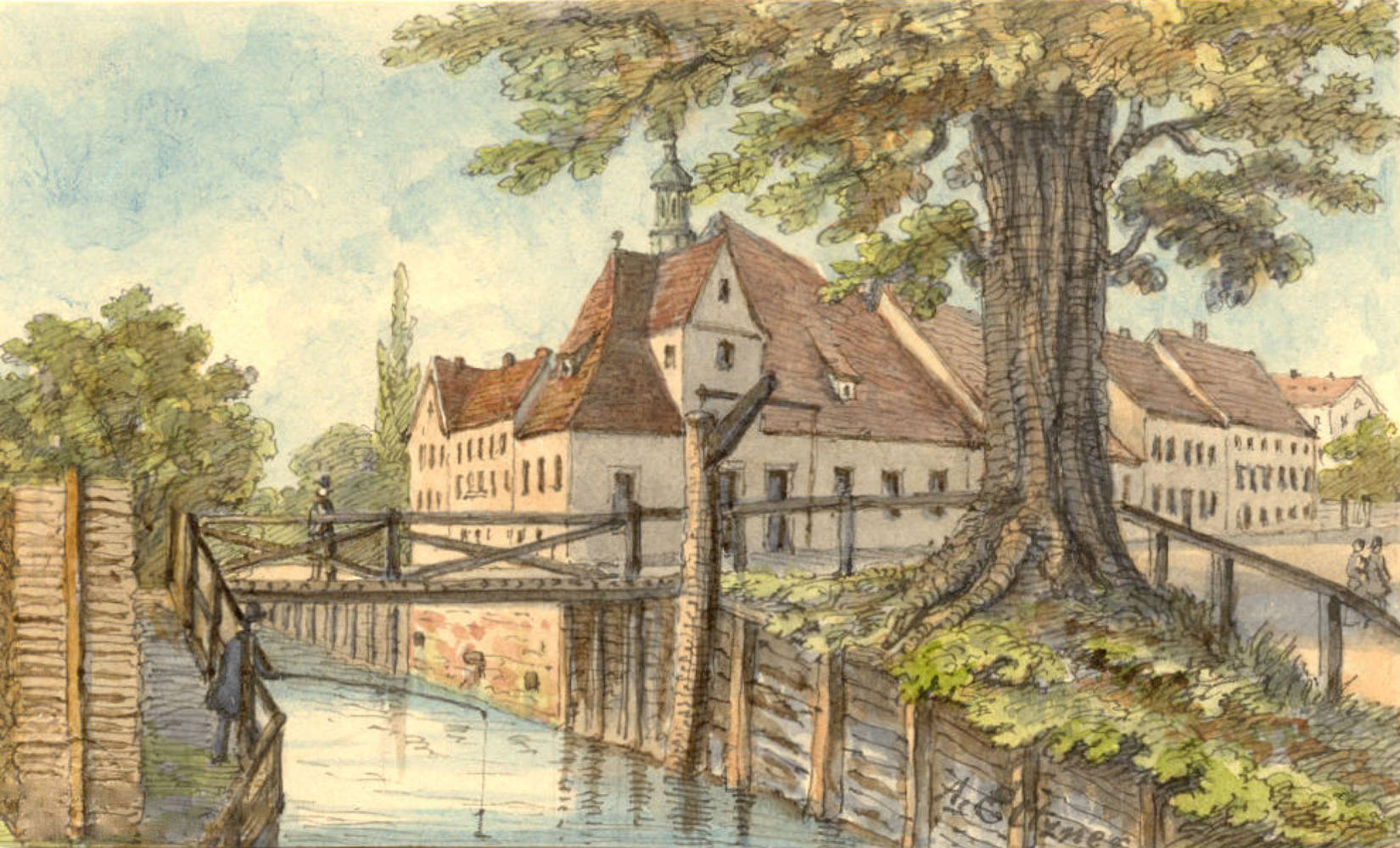
Vor dem Münztor 1865
Das Äußere Ranstädter Tor
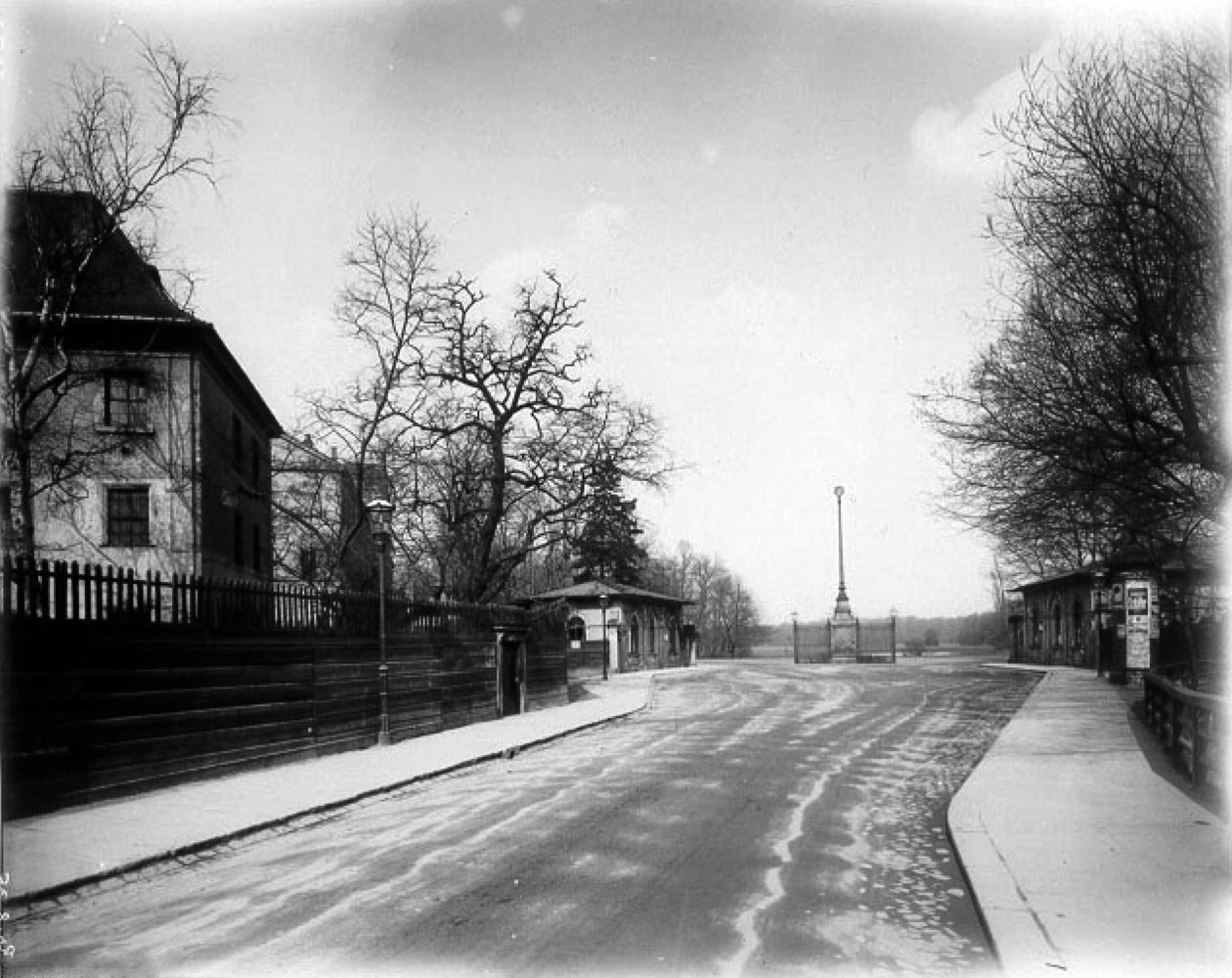
Die Rosentalgasse mit den Torhäuschen
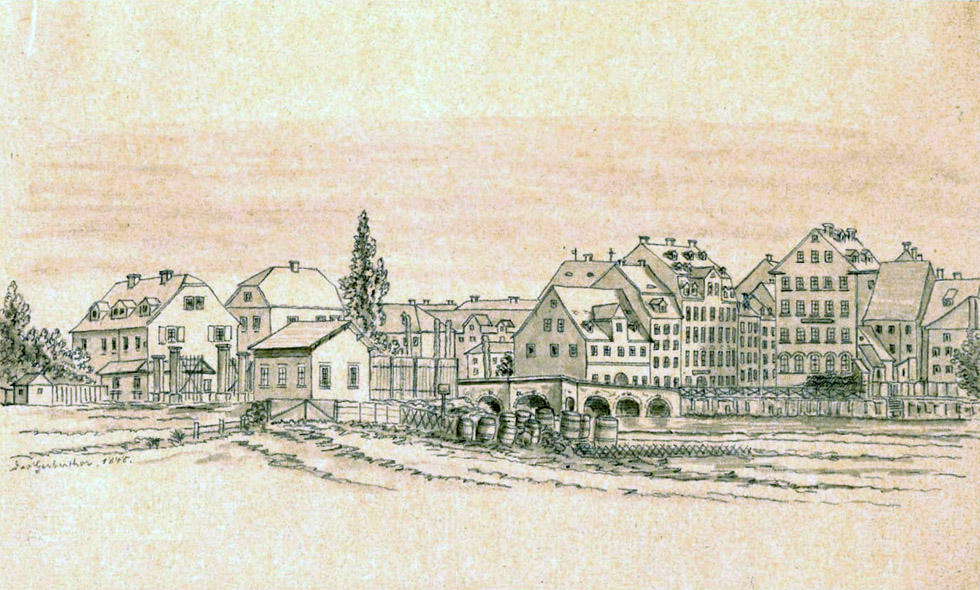
Äußeres Hallisches Tor mit Gerberbrücke
Das Hintertor stadtwärts